# Casamassima
Casamassima – miejscowość i gmina we Włoszech, w regionie Apulia, w prowincji Bari. Według danych na styczeń 2009 gminę zamieszkiwało 18 838 osób przy gęstości zaludnienia 243,4 os./1 km².

## Polski Szpital Wojenny
Podczas II wojny światowej, przed rozpoczęciem przez 2 Korpus Polski szturmu na Monte Cassino, 4 maja 1944 r. w Cassamassima utworzono Polski Szpital Wojenny nr 5 (początkowo jako Szpital Wojenny nr 1). Miał on przyjmować rannych, którzy wymagali dłuższej opieki specjalistycznej.
Komendantem szpitala był płk dr Franciszek Bałaszeskul (komendant Szpitala nr 1), a jako lekarze pracowali tam Julian Maj, Tadeusz Mieczysław Sokołowski. W szpitalu był leczony m.in. gen. bryg. Józef Giza.
Był to szpital na 1200 łóżek, w którym pracowało 106 sióstr i 160 ochotniczek. Podczas walk na Monte Cassino do szpitala przywożono tylu rannych, że główna droga w miasteczku bywała całkowicie zablokowana ciężarówkami.
Po zakończeniu walk na Monte Cassino polscy lekarze objęli opieką medyczną także miejscową ludność cywilną, zyskując w miasteczku i jego okolicach wdzięczność i pamięć mieszkańców.

## Polski Cmentarz Wojenny
Pozostałością po okresie walk o Monte Cassino jest Polski Cmentarz Wojenny, na którym spoczęli żołnierze 2 Korpusu Polskiego, zmarli w szpitalu w wyniku odniesionych ran i kontuzji.
Na cmentarzu zostali pochowani m.in. mjr Edward Capałła, mjr Mieczysław Jus, mjr Henryk Sucharski.
W listopadzie 2011 odbyła się wystawa fotograficzna na temat Polaków w Apulii w latach 1944-1946: "La Puglia dei Polacchi dal '44 al '46: una storia in bianco e nero".
Kultywacją pamięci o Polakach pochowanych na tamtejszym cmentarzu zajmuje się grupa osób prowadzących blog.